# Sant Martí d'Albarells
Sant Martí és una església al veïnat d'Albarells (Anoia) inclosa a l'Inventari del Patrimoni Arquitectònic de Catalunya. L'església de Sant Martí d'Albarells, existent ja al segle xi, fou renovada el 1615. Ara no té culte (sols un cop a l'any?), i la parròquia ha passat a Santa Maria del Camí (Veciana). Té una nau i dues capelles laterals; el campanar s'aixeca al costat esquerre i està format per tres cossos poligonals octogonals que acaben amb barana. La llinda de la porta conserva la inscripció: "Domus Dei et Porta Caeli", 1590. El cos superior de la torre del campanar està format per quatre finestres que recorren els seus quatre costats. A la part esquerra se li adossa un antic cementiri i a la dreta el rectorat, actualment en ruïnes.